# Edward Seymour (3e baronnet)
Pour les articles homonymes, voir Edward Seymour.
Edward Seymour, 3e baronnet (10 septembre 1610 – 4 décembre 1688) de Berry Pomeroy Castle est un homme politique anglais qui siège à la Chambre des communes à plusieurs reprises entre 1640 et 1688. Il combat pour la cause royaliste pendant la guerre civile anglaise. 

## Biographie

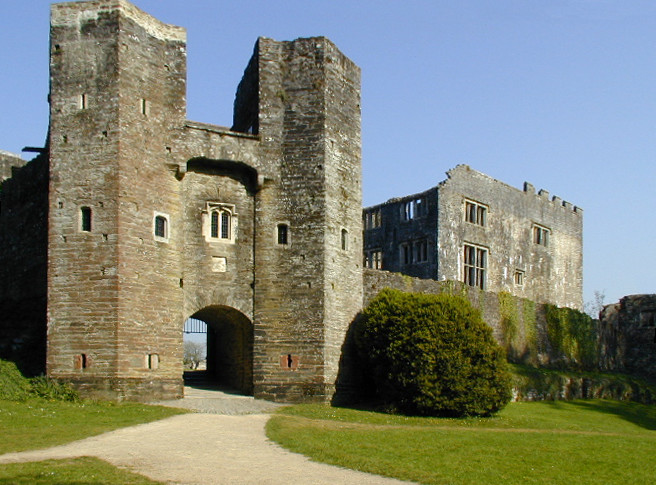
Château de Berry Pomeroy

Il est le fils aîné d'Edward Seymour (2e baronnet), de Berry Pomeroy Castle, et de sa femme Dorothy Killegrew et un descendant d'Edward Seymour (1er duc de Somerset), dans la branche aînée. En raison de l'adultère de la première épouse du duc, le duché a été donné de préférence aux fils de son deuxième mariage. 
En avril 1640, Seymour est élu député de Devon au Court Parlement. Il est réélu député du Devon pour le long Parlement en novembre 1640. Il est nommé colonel dans l'armée royaliste en 1642 et est empêché de siéger au Parlement en 1643. Dans la dernière partie de la guerre civile, il est emprisonné à Exeter et n'est libéré qu'en 1655. Il hérite du titre de baronnet de Berry Pomeroy à la mort de son père en 1659 . 
Après la restauration en 1660, Seymour est devenu sous-lieutenant du Devon. En 1661, il est élu député de Totnes au Parlement cavalier et siège jusqu'en 1679. Il est nommé vice-amiral du Devon en 1677 et occupe ce poste jusqu'à sa mort. Il est haut shérif du Devon pour 1679–1680. Il est réélu député de Totnes en 1685 et siège jusqu'à sa mort. 
Seymour est décédé à l'âge de 78 ans et est enterré le 7 décembre 1688. Après sa mort, un inventaire du château de Berry Pomeroy est dressé. 

## Famille
Seymour épouse Anne Portman (décédée en 1695) en 1630, la fille de John Portman, 1er baronnet, d'Orchard Portman, Somerset (25 novembre 1612), et son épouse Anne Gifford. Ils ont sept enfants: 
- Edward Seymour (4e baronnet) (1633-1708)
- John Seymour
- Hugh Seymour
- Charles Seymour
- William Seymour, décédé célibataire
- Henry Seymour Portman, d'Orchard Portman, Somerset (c.1673 - 23 février 1728), qui prit le nom de Portman en héritant de son cousin William Portman, 6e baronnet, sans descendance
- Elizabeth Seymour, mariée avec Joseph Tredenham, de Tregony, Cornouailles